# Phoriospongia arenifibrosa
Phoriospongia arenifibrosa är en svampdjursart som först beskrevs av Arthur Dendy 1896.  Phoriospongia arenifibrosa ingår i släktet Phoriospongia och familjen Chondropsidae. Inga underarter finns listade i Catalogue of Life.